# Klasična fizika
Klasična fizika je područje fizike razvijeno prije 1900. godine i utemeljena na Newtonovim zakonima mehanike (Newtonovi zakoni gibanja i Newtonov zakon gravitacije) i Maxwellovim jednadžbama elektromagnetizma, to jest klasična mehanika, termodinamika, statistička fizika, kinetička teorija plinova, elektromagnetizam i optika. Potkraj 19. stoljeća teorije klasične fizike nisu mogle objasniti tada opažene eksperimentalne pojave: fotoelektrični učinak (emisiju elektrona iz metala pod djelovanjem svjetlosti), Comptonov učinak (raspršenje svjetlosti na elektronu), toplinsko zračenje ugrijanih krutih tijela (zračenje crnog tijela), linijski spektar atoma i neovisnost brzine svjetlosti o brzini gibanja izvora svjetlosti (Michelson-Morleyjev pokus). Objašnjavanje tih pojava dovelo je do kvantne mehanike i relativističke fizike.
Temelje klasične fizike postavili su u 16. i 17. stoljeću Galileo Galilei i Isaac Newton otkrivanjem zakona mehanike. Osim što je postavio svoja 3 zakona gibanja (s pomoću kojih i danas proučavamo gibanja tijela u svakodnevnim uvjetima), Newton je odredio i Opći zakon gravitacije (koji točno objašnjava zamršena gibanja planeta, ali je i uzorom za kasnije popisivanje električnih i magnetskih sila). Procvat otkrića iz toga doba vodi u razvoj klasične fizike, koja uz mehaniku obuhvaća i termodinamiku, optiku, akustiku te elektromagnetizam.
U drugoj polovici 19. stoljeća James Clerk Maxwell postavio je prvo ujedinjenje sila uvođenjem pojma fizikalnog polja (zaslugu za svoje djelo Maxwell daje svojemu prethodniku Michaelu Faradayu, koji je uveo silnice, a ovaj pak za to smatra zaslužnim Ruđera Boškovića i njegove točkaste izvore sila). Ondašnje ukupno znanje o elektricitetu i magnetizmu Maxwell sažimlje u 4 zakona elektromagnetizma, koja mu potom omogućuju predviđanje postojanja elektromagnetskih valova (godine 1867. predlaže da je i vidljiva svjetlost elektromagnetski val). Maria Skłodowska-Curie otkrila je da se kemijski elementi mogu pretvarati jedni u druge i protumačila je radioaktivnost 1898.

## Klasična mehanika
Mehanika (kasnolat. mechanica < grč. μηχανιϰὴ [τέχνη], od μηχανιϰός: domišljat) je grana fizike koja proučava tijela u gibanju.  Klasična mehanika dijeli se na kinematiku, dinamiku i statiku. Kinematika se bavi geometrijom gibanja tijela bez obzira na uzroke gibanja; postavlja vezu među elementima gibanja (putanja, brzina, ubrzanje i tako dalje) te proučava posebnosti različitih vrsta gibanja (translacija, rotacija, sferno gibanje i slično). Dinamika se bavi djelovanjem sila na tijelo kao uzrokom gibanja; postavlja jednadžbe gibanja i opće zakone dinamike, kao što su zakon kinetičke energije, zakon količine gibanja, kinetičkoga momenta i slično. Statika proučava ravnotežu tijela i postavlja uvjete za sile kako bi se ta ravnoteža uspostavila. Prema tijelima kojih gibanje odnosno ravnotežu proučava, može biti: mehanika krutih tijela, mehanika čvrstih tijela ili nauka o čvrstoći, te mehanika fluida (hidromehanika; aeromehanika). Mehanika krutih tijela bavi se proučavanjem gibanja i ravnoteže tijela kod kojih se relativni položaj točaka tijela ne mijenja. Često je dovoljno proučavati samo gibanje težišta, što se onda svodi na mehaniku čestice (materijalne točke). Mehanika čvrstih tijela ili nauka o čvrstoći proučava promjene oblika (pomaci, deformacije) i unutrašnje sile (naprezanje) čvrstih tijela, koja mogu biti elastična, plastična, visokoelastična i slično. Zakone mehanike primijenjene za potrebe građevinarstva, strojarstva, gradnje brodova, zrakoplova i tako dalje proučava primijenjena ili tehnička mehanika. Specifična su područja mehanike nebeska mehanika i statistička mehanika, a prema metodi rješavanja problema razlikuje se i eksperimentalna mehanika.

## Termodinamika
Termodinamika je dio nauke o toplini koji proučava pretvorbu topline u mehanički rad i obratno. Osnivačem moderne termodinamike smatra se Nicolas Léonard Sadi Carnot, koji je u svojem eseju Razmišljanja o pokretačkoj moći vatre (fran. Réflexions sur la puissance motrice du feu, 1824.) dao principe rada idealnoga toplinskoga stroja. Eksperimentalne osnove termodinamike postavio je James Prescott Joule u nizu pokusa (1840. – 1843.), koji su nedvojbeno dokazali da se prijelaz rada u toplinu odvija uvijek po istim kvantitativnim zakonima. Bit termodinamike čine njezini osnovni zakoni:
- Nulti zakon termodinamike određuje temperaturu kao funkciju stanja sustava. Ako su dva sustava u ravnoteži s trećim, onda su i međusobno u ravnoteži. Ta postavka traži da su im u tom slučaju i jednake temperature.
- Prvi zakon termodinamike izveo je Hermann von Helmholtz (1847.) na temelju Jouleovih i Carnotovih radova. Prema tom je zakonu zbroj količina topline i mehaničkog rada u zatvorenom sustavu stalan. Zakon se dakle bavi pretvorbom toplinske energije u mehaničku.
- Drugi zakon termodinamike upućuje na smjer u kojem se odvija pretvorba toplinske energije u mehaničku. Do toga je zakona došao već Carnot 1824. On je proučavao idealne uvjete prelaska topline u rad i zaključio da su za prelazak topline u rad potrebna dva spremnika topline na različitoj temperaturi; prelaskom topline iz toplijega spremnika u hladniji samo se dio topline pretvara u rad, a ostatak topline prelazi u spremnik niže temperature (gubitak). Bit je drugoga zakona termodinamike da se pri prelasku topline u rad dio topline uvijek gubi.

Prva dva zakona termodinamike mogu se odrediti i kao nemogućnost perpetuuma mobile (latinski: neprestano pokretljivo) 1. i 2. vrste: perpetuum mobile 1. vrste bio bi toplinski stroj koji bi radio bez ulaganja energije, a perpetuum mobile 2. vrste bio bi stroj koji bi toplinu iz jednoga spremnika izravno i bez posrednika pretvarao u rad. Neostvarivost perpetuuma mobile obiju vrsta iz mnogobrojnih pokusa je dokaz za prvi i drugi zakon termodinamike.

## Statistička fizika
Statistička fizika je grana teorijske fizike koja objašnjava makroskopska svojstva tvari kao posljedicu zakona gibanja atoma i molekula. Njezina je osnovna pretpostavka da se promatrani fizikalni sustav sastoji od velikoga broja čestica. Odstupanja od termodinamičkog opisa su to veća, ili vjerojatnija, što je sustav manji. Makroskopske veličine (tlak, temperatura te iz njih izvedene veličine poput toplinske vodljivosti) uvode se s pomoću prosječnih vrijednosti mehaničkih parametara čestica (položaj, brzina, količina gibanja, kinetička energija) u faznom prostoru.

## Kinetička teorija plinova
Kinetička teorija plinova je tumačenje makroskopskih svojstava plinova na temelju gibanja njihovih molekula. Osnovne su postavke teorije: 
- molekule su najmanji djelići tvari koji sadrže kemijska svojstva makroskopske tvari;
- molekule su u stalnom, kaotičnom gibanju (kinetička energija molekularnoga sustava predstavlja toplinu);
- međusobno djelovanje molekula i njihovo djelovanje na stijenke posude u kojoj se plin nalazi može se smatrati, na bazi klasične mehanike, kao sudari;
- zbog velikoga broja molekula primjenljive su metode statističke fizike.

Ako se zanemari međusobno djelovanje molekula, govori se o idealnom plinu, za koji se jednostavno izračunavaju temeljne termodinamičke veličine: tlak, temperatura i specifični toplinski kapacitet. Kinetičkom teorijom plinova objašnjavaju se i druge pojave, primjerice difuzija, Brownovo gibanje, viskoznost i toplinska vodljivost. Za realne plinove teorija daje ili približne rezultate, primjenljive u određenom rasponu temperatura i tlakova, ili se u razmatranje moraju uključiti potencijalna energija te svojstva molekula koja utječu na njihovo međudjelovanje i koja, općenito uzevši, ovise o temperaturi.

## Elektromagnetizam
Elektromagnetizam je grana klasične fizike koja istražuje uzroke i uzajamnu povezanost električnih i magnetskih pojava, objašnjava svjetlosne pojave i zakone optike te sve ostale vrste elektromagnetskih valova. Razvoj elektromagnetizma započeo je početkom 19. stoljeća pokusima Hans Christian Ørsteda i Michael Faradaya, proširio se teorijskim radovima James Clerk Maxwella, koji je sve zakonitosti elektromagnetizma sažeo u 4 jednadžbe (Maxwellove jednadžbe), pokusima i teorijskim radovima Hendrik Antoon Lorentza i Heinrich Rudolf Hertza, a vrhunac je dosegnuo u specijalnoj teoriji relativnosti Albert Einsteina.

## Optika
Optika (prema grč. ὀπτιϰὴ [τέχνη]: [znanost] o vidu) je grana fizike koja se bavi svojstvima i širenjem svjetlosti te međudjelovanjem svjetlosti i tvari. Svjetlošću se naziva elektromagnetsko zračenje koje se sastoji od vidljivoga dijela spektra elektromagnetskih valova s rasponom valnih duljina od 380 do 780 nm, koje ljudsko oko razlikuje kao boje, od ljubičaste s najmanjom do crvene s najvećom valnom duljinom. U širem smislu, optika se bavi i infracrvenim, ultraljubičastim, a djelomice i rendgenskim zračenjem. Klasična se optika dijeli na geometrijsku i valnu (fizikalnu) optiku, dok su novije grane nelinearna, neslikovna i kvantna optika.

## Akustika
Akustika (grč. ἀϰουστıϰός: slušni) je grana fizike koja se bavi proučavanjem nastajanja, širenja i osjetom zvuka. Izvori zvuka su tijela koja titraju frekvencijom od 16 do 20 000 Hz u nekom elastičnom sredstvu, na primjer napeta struna ili glazbena vilica u zraku. Najjednostavniji je oblik titranja izvora zvuka harmoničko titranje. Harmoničko titranje stvara harmoničke valove. Čisti ton nastaje ako se frekvencija titranja ne mijenja. Složeni tonovi sadrže više frekvencija. Po Fourierovu teoremu složeni ton može se prikazati kao zbroj sinusnih titranja osnovnom frekvencijom (ν0) i višim harmonicima frekvencije n · ν0, (n = 1, 2, 3, ...). Šum je posljedica potpuno nepravilna titranja. Valovi nastali titranjem izvora frekvencijom većom od 20 kHz opisuju se kao ultrazvuk (mogu ih čuti neke životinje, na primjer psi i šišmiši), a frekvencijom manjom od 16 Hz kao infrazvuk (mogu ih čuti na primjer patke i slonovi).
Brzina zvučnih valova ovisi o sredstvu kroz koje se ti valovi šire. Tako je brzina zvuka u zraku (tlaka 101,3 kPa i temperature 0 °C) 331 m/s, u vodi 1485 m/s, a u staklu 5500 m/s. Ako se izvor ili prijamnik zvučnih valova gibaju u odnosu na sredstvo kroz koje se valovi šire, prijamnik bilježi promjenu frekvencije (Dopplerov učinak). Zvučni valovi prenose energiju (jakost zvuka). Ljudsko uho osjeća zvukom izazvanu promjenu tlaka zraka (akustički tlak). Za zvučni val frekvencije 1 kHz i jakosti koja odgovara pragu čujnosti (ććI0ćć = 10–12 W/m²), amplituda pomaka čestice iznosi oko 10–11 m, dok je amplituda akustičkoga tlaka oko 2 · 10–5 Pa. Za zvuk na granici bola pomak je čestice 10–5 m, a akustički tlak 30 Pa. Glasnoća zvuka jest osjet jakosti zvuka u ljudskom uhu. Ovisi o jakosti i frekvenciji zvuka. Razina glasnoće izražena u fonima jest, dogovorno, jednaka razini jakosti u decibelima za zvuk frekvencije 1000 Hz u cijelom području od granice čujnosti do granice bola. Početci akustike pripisuju se Pitagorinim pokusima s titranjem niti. Radovi John William Strutt Rayleigha bili su bitan prinos razvoju moderne akustike u 19. stoljeću.